# Les Caméléons
Pour les articles homonymes, voir Caméléon (homonymie).
Les Caméléons est un groupe de ska-rock français, originaire de Vendée. Proche de l'esprit rock alternatif des années 1980, ils sont les petits frères de Negu Gorriak, des Wampas ou encore de la Mano Negra. Les chansons du groupe sont en français ou en espagnol. Ils associent ska et rock pour donner un mélange où les cuivres tiennent une place prépondérante. Il doit son nom grâce à un ami des membres, ayant fait rencontrer beaucoup d'entre eux, qui portait souvent un t-shirt local de la Réunion avec un caméléon dans le dos.

## Biographie
Le groupe est formé en 1991 par Jean Jean (chant) et Vincent (guitare). Ce n'est qu'à partir de 1993 que le groupe se nomme Les Caméléons. Deux ans plus tard, le groupe publie son premier album studio, Viva la Fiesta, en 1995, qui comptera 10 000 exemplaires vendus localement,. La même année, ils sont rejoints par un tromboniste, Hervé Moinard, et un saxophoniste (Olivier Jeudy), puis ils se produisent dans toute la France et à l'étranger dans des festivals notamment. Le groupe commence à enregistrer un nouvel album. En 1997, Les Caméléons publient leur deuxième album studio, Hay la frita. À cet instant, la formation se stabilise avec Tony Grolier à la guitare, et Anthony Picoron à la batterie.
Des années plus tard, leurs nouveaux albums, Chaleur (1999), Todos (2001), arrivée de Samuel Dekyndtà la trompette, et Joyeux bordel (2003), sont publiés. Après avoir travaillé avec le label Wagram Music, le groupe récupère ses droits et distribue sa musique via Todos Production. Leur premier album live, simplement intitulé Live (également sorti en DVD), est enregistré au VIP à Saint-Nazaire en décembre 2004, et publié en 2005. En novembre 2006, ils produisent l'album Pas de concessions. En septembre 2007, Mike est remplacé par Quentin (au trombone). En novembre 2007, Sam est remplacé par Bastien. En 2009, le groupe publie son nouvel album studio, Ya Basta!!!. D'après le magazine Discordance, « les premiers morceaux de l’album sonnent comme un retour aux sources digne de Hay La Frita. »
Le 25 mai 2013 sort leur neuvième album, éponyme, au label Todos Production,. Ce nouvel opus comprend des chansons telles que Otras vidas, Ferme ta gueule et Et si… qui prône l’anticonformisme.

## Membres

### Membres actuels
- Vincent - guitare, chant
- Jean-René « Jean-Jean » Bargeolle - chant
- Tony Grollier - guitare
- Bryan - basse
- William « Will » Debout - batterie
- Hervé Moinard - trombone
- Freddy Roy - trompette
- Tomisch - saxophone

### Anciens membres
- P'tit Singe / Nicolas Jahan - chant
- Dreuz - guitare
- Neness - batterie
- Nico - guitare
- Olivier Jeudy - saxophone
- Anthony « Pico » Picoron - batterie
- Samuel « Sam » Dekyndt - trompette
- Jean-François « Jeff » Dumant - trombone
- Mickaël « Mike » Laclé - trombone
- Bastien Flatet - trombone
- Steven - trombone
- Thomas - trompette
- Quentin - trombone
- Vévé - basse
- Christophe « Tof » Rossini - batterie